# Refuge de La Valette
Il refuge de La Valette (2.590 m s.l.m.) è un rifugio alpino situato nel massiccio della Vanoise nelle Alpi della Vanoise e del Grand Arc. Si trova nel parco nazionale della Vanoise, in comune di Pralognan-la-Vanoise.
Il rifugio è costituito da tre diversi edifici: in uno vi è la cucina e la sala da pranzo, in un altro il dormitorio per il personale (guide, guardiani del parco e personale del rifugio) e nell'ultimo il dormitorio per gli ospiti.

## Accesso
L'accesso può avvenire direttamente da Pralognan-la-Vanoise attraverso il  Pas de l'Âne ed il Col du Tambour. In alternativa si può partire dalla località detta dei  Prioux (1.710 m) e passando per il Chalet des Nants.

## Ascensioni
- Dôme de l'Arpont - 3.599 m
- Dôme de Chasseforêt - 3.586 m
- Dôme des Nants - 3.570 m
- Dôme de Sonnailles - 3.361 m
- Pointe de l'Observatoire - 3.016 m

## Traversate
- Refuge du Fond d'Aussois